# Landolphia glandulosa
Landolphia glandulosa är en oleanderväxtart som först beskrevs av François Pellegrin, och fick sitt nu gällande namn av Marcel Pichon. Landolphia glandulosa ingår i släktet Landolphia och familjen oleanderväxter. Inga underarter finns listade i Catalogue of Life.